# Selaginella rugulosa
Selaginella rugulosa är en mosslummerväxtart som beskrevs av Cesati. Selaginella rugulosa ingår i släktet mosslumrar, och familjen mosslummerväxter. Inga underarter finns listade i Catalogue of Life.